# Kolp'
Il Kolp' (in russo Колпь?) è un fiume del nord-ovest della Russia europea, tributario di destra della Suda e suo maggior affluente. Scorre nelle oblast' di Leningrado e di Vologda.

## Descrizione
Il fiume ha origine dal lago Ekšozero, sull'altopiano Veps, nella parte orientale dell'oblast' di Leningrado. Dalla sorgente scorre verso sud-est attraverso aree forestali disabitate, passa il confine dell'oblast' di Vologda, poi gira a ovest, rientra nell'oblast' di Leningrado, dove riceve il fiume Krupen' sulla destra e si espande fino a 30-40 metri. Nella parte superiore e media del fiume la corrente è veloce, a valle, il fiume gira a sud-est ed entra nuovamente nel territorio dell'oblast' di Vologda. Nel corso inferiore raggiunge la pianura della Mologa e della Šeksna (Молого-Шекснинская низменность), la velocità diminuisce, il fiume inizia a formare strett curve, stagni e laghi di lanca. Confluisce nella Suda a 57 km dalla foce, presso il villaggio di Ust'-Kolp'. La sua lunghezza è di 254 km, il bacino idrografico di 3 730 km². La portata media delle acque a 30 chilometri dalla foce è di 25,2 m³/s. 